# 김준형 (축구 선수)
김준형(한국 한자: 金俊炯, 1996년 4월 5일 ~ )은 대한민국의 축구 선수로 포지션은 미드필더이며 현 김포 FC에 소속되어 있다.

## 클럽 경력
2017시즌을 앞두고 K리그1의 수원 삼성 블루윙즈에 입단했다.
2019시즌을 앞두고 광주 FC로 임대 이적했다.
2021시즌을 앞두고 수원 FC로 완전이적했다.
2022시즌을 앞두고 부천 FC 1995에 입단했다.

## 국가대표 경력
2018년 12월 4일에 파울루 벤투 감독이 이끄는 대한민국 축구 국가대표팀에 처음으로 발탁되었다.

## 수상

### 팀

#### 광주 FC
- K리그2 우승: 2019